# 南港島綫
南港島綫（英語：South Island Line）建設時稱南港島綫（東段），是港鐵的營運的鐵路綫之一，也是《2007至2008年度香港行政長官施政報告》中的十大基建之一。南港島綫全長約7.4公里，車程約11分鐘，連接位於香港島中西區的金鐘站及南區的海怡半島站，興建目的主要是解決香港仔隧道（灣仔區通往南區的隧道）的交通擠塞問題及改善南區的對外交通。本綫為中型鐵路系統，但以重型鐵路系統規格興建。本綫於2011年動工，耗資169億港元，並於2016年12月28日全綫通車，成為南區首條公共運輸鐵路綫。本綫通車後，香港十八區皆有鐵路可達。另外，本綫在路綫圖中並以黃綠色表示。

## 路綫資料
- 站數：5個
- 軌距：1432毫米（窄轨）[2]
- 雙綫區間：全綫
- 電化區間：全綫（直流電1,500V）
- 閉塞方式：Alstom Urbalis 400 (車內自動移動閉塞信號+無人駕駛）
- 列車行駛速度：最高80公里每小時
- 使用列車：港鐵南港島綫中國製列車

## 歷史

### 初期計劃
早於1980年代，香港政府已將南港島綫列入長遠交通發展計劃。1989年，香港政府運輸科發表《第二次整體運輸研究》報告，當中便提及到當時有計劃興建的東九龍綫可由上環向南延長至香港仔。
至於獨立的南港島綫之定線雛形，可追溯至香港政府運輸科於1993年發表的鐵路發展諮詢文件，南港島綫是一個中型鐵路系統，定綫分為兩部份：縱綫來往金鐘南部的太古廣場站、田灣、鴨脷洲邨及利東邨；橫綫來往鋼綫灣（今數碼港所在地）、華富邨、華貴邨、田灣、香港仔、黃竹坑及香港海洋公園。當時政府表示該綫並無逼切需要興建，而造價則估計約58億港元。
而在1999年香港政府的鐵路發展研究中，南港島綫改為以上環站林士街月台作為港島總站，與1989年的建議類似，惟研究結論依然是未有逼切需要興建，故一直被有關暫時擱置。

### 重新研究
2002年，香港政府邀請地鐵公司（今港鐵公司）進一步研究南港島綫的發展方案。當時建議定綫由香港大學經鴨脷洲接駁至灣仔。
惟此定綫忽略了香港仔居民的需要，故地鐵於2004年提出修訂方案，將南港島綫一分為二，並將拆出來的西段與當時建議的「西港島綫」（現稱港島綫西延）合併，西段的終點站為西營盤，服務數碼港至黃竹坑。東段仍稱為南港島綫，終點站則延長到金鐘，服務香港海洋公園至鴨脷洲。當時東段亦考慮加停跑馬地及灣仔。

### 分段興建方案
在2005年2月，地鐵公司在詳細考慮立法會議員及公眾對南港島綫建議的意見後，完成分段興建的可行性研究及將有關的分段興建方案遞交政府審議。「西港島綫」（現稱港島綫西延）將會成為港島綫的延綫，而非南港島綫（西段）的延線。而南港島綫則落實分為東西兩段。
政府在2005年6月30日宣佈批准地鐵興建「西港島綫」（現稱港島綫西延）時表示，南港島綫的建議要待規劃署2006年底完成的南區旅遊及商業發展規劃，以及海洋公園重建計劃的審議結果，才作決定。
2007年3月15日，南區居民梁先生在2007年行政長官選舉論壇質問候選人會否落實興建南港島綫，曾蔭權承諾只要兩鐵合併成功後會落實興建南港島綫。

### 落實興建
2007年10月10日，行政長官曾蔭權於施政報告中表示，南港島綫（東段）（通車後稱為南港島綫，下同）將會落實興建，預計於2011年動工，2015年完成。
2007年10月27日，地鐵宣布會在海洋公園、黃竹坑及海怡半島三地興建鐵路站，但利東、灣仔及跑馬地是否設站則仍在研究中。
2007年12月18日，行政會議批准南港島綫（東段）興建，東段從金鐘站出發，途經海洋公園、黃竹坑、利東及海怡半島共五站，全長約7公里，車程需約10分鐘，以中型鐵路形式設計，造價約70億港元，政府以黃竹坑站及車廠上蓋物業作為補貼。灣仔及跑馬地則擱置興建車站，西段則暫時未有興建時間表。香港賽馬會（馬會）曾建議在跑馬地馬場旁設站，港鐵與馬會磋商設站問題，但最終於2009年1月正式擱置興建跑馬地站，改為在銅鑼灣站建造行人隧道連接跑馬地。
2009年7月23日，南港島綫（東段）設計方案刊登憲報，同時港鐵宣佈會於赤柱舂坎山設置臨時的爆炸儲存倉庫。同年11月，港鐵回應位於黃竹坑惠福道的東華三院賽馬會復康中心之要求，修訂復康中心對開一段的走線，將兩條高架橋合併為一條，並將高架橋降低高度及移離復康中心，代價是黃竹坑站未能再安排讓東段與西段進行同層跨月台轉乘。
2011年5月18日，行政會議通過南港島綫（東段）的財務安排。政府會批出黃竹坑邨的地皮予港鐵發展，令工程得以順利進行。

### 動工及公佈詳情
2012年4月16日，港鐵公佈南港島綫詳情，預計於2015年竣工全長7公里的路線以及相關設施、車站，該段將會使用無人駕駛列車。港鐵認為，自動控制系統成熟及可靠，能夠因應實際情況靈活地調配列車。港鐵將會訂購10列列車，每列有3卡車廂，耗資5.41億港元。列車由法國公司設計，中國北車集團（現與南車合併為中車集團）屬下長春鐵路車輛公司製造，有關設計的概念是休閒及有趣味，例如會在列車車廂頂部裝飾水波花紋等等。
列車上的閃燈路線圖將採用獨立路線，而海洋公園站旁邊附有海馬標誌，與迪士尼站的做法相似，但因為海洋公園在2000年末的海馬標誌已被威威司令所取代，因此這條路線在正式啟用之前已經移除海馬標誌。而市區線列車的閃燈路線圖只顯示金鐘及海洋公園兩站，省略其餘車站。
本綫是香港第三條無人駕駛鐵路（首條和第二條分別為香港國際機場旅客捷運系統及迪士尼綫），亦是香港首條使用無人駕駛系統的市區綫。

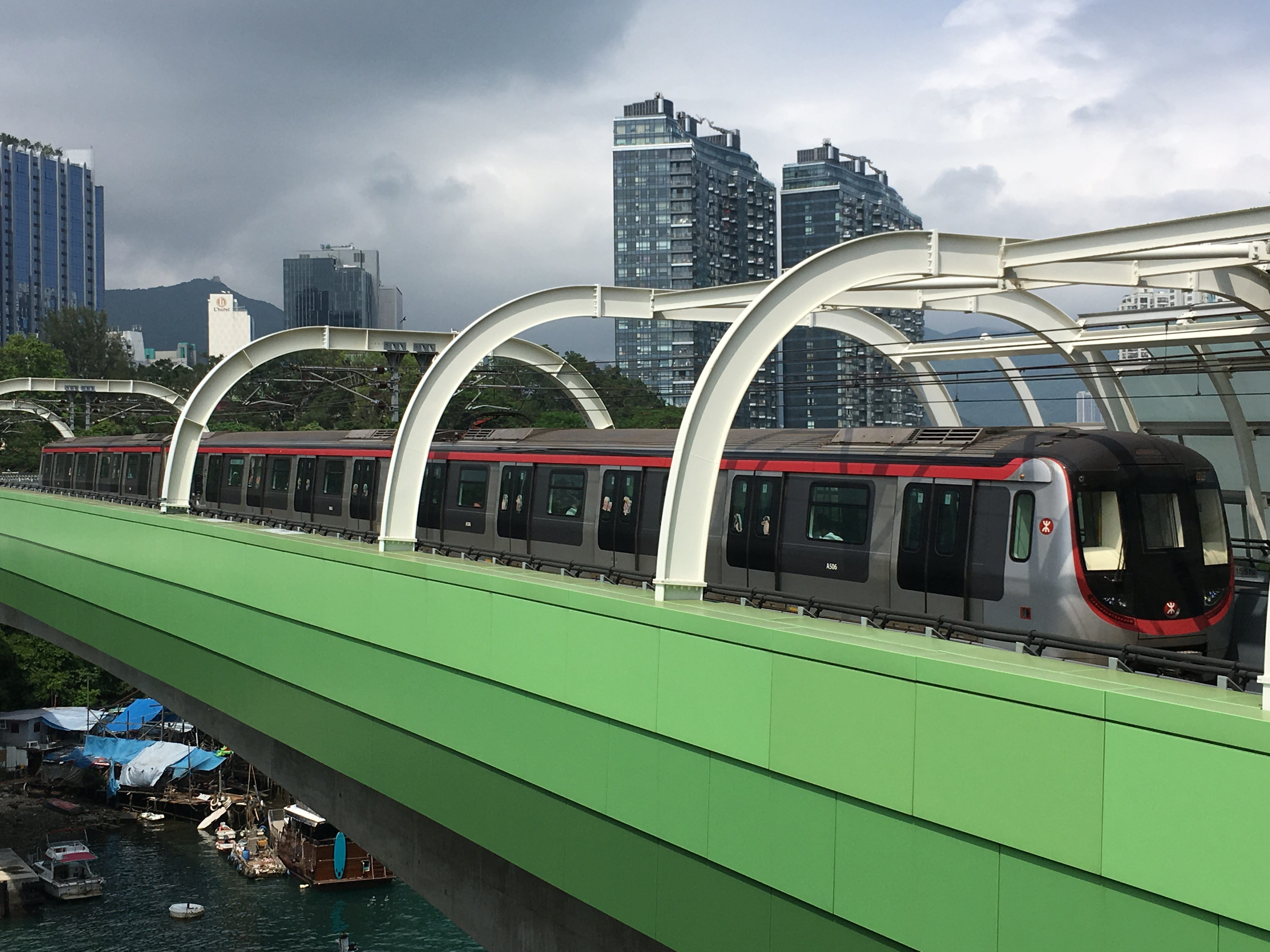
一列南港島綫列車（親親動物列車）在香港仔海峽大橋上行駛

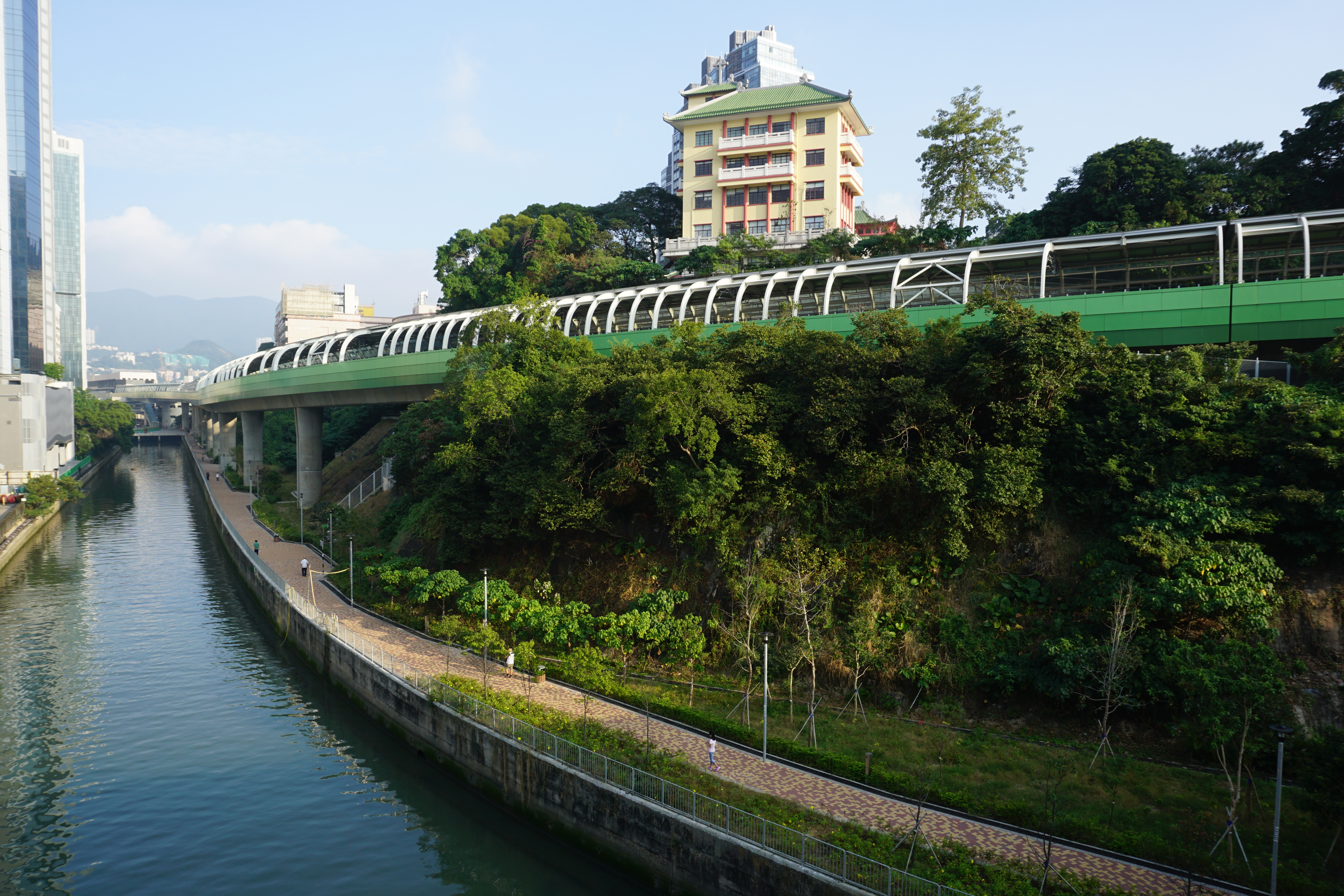
黃竹坑西面南港島綫高架橋

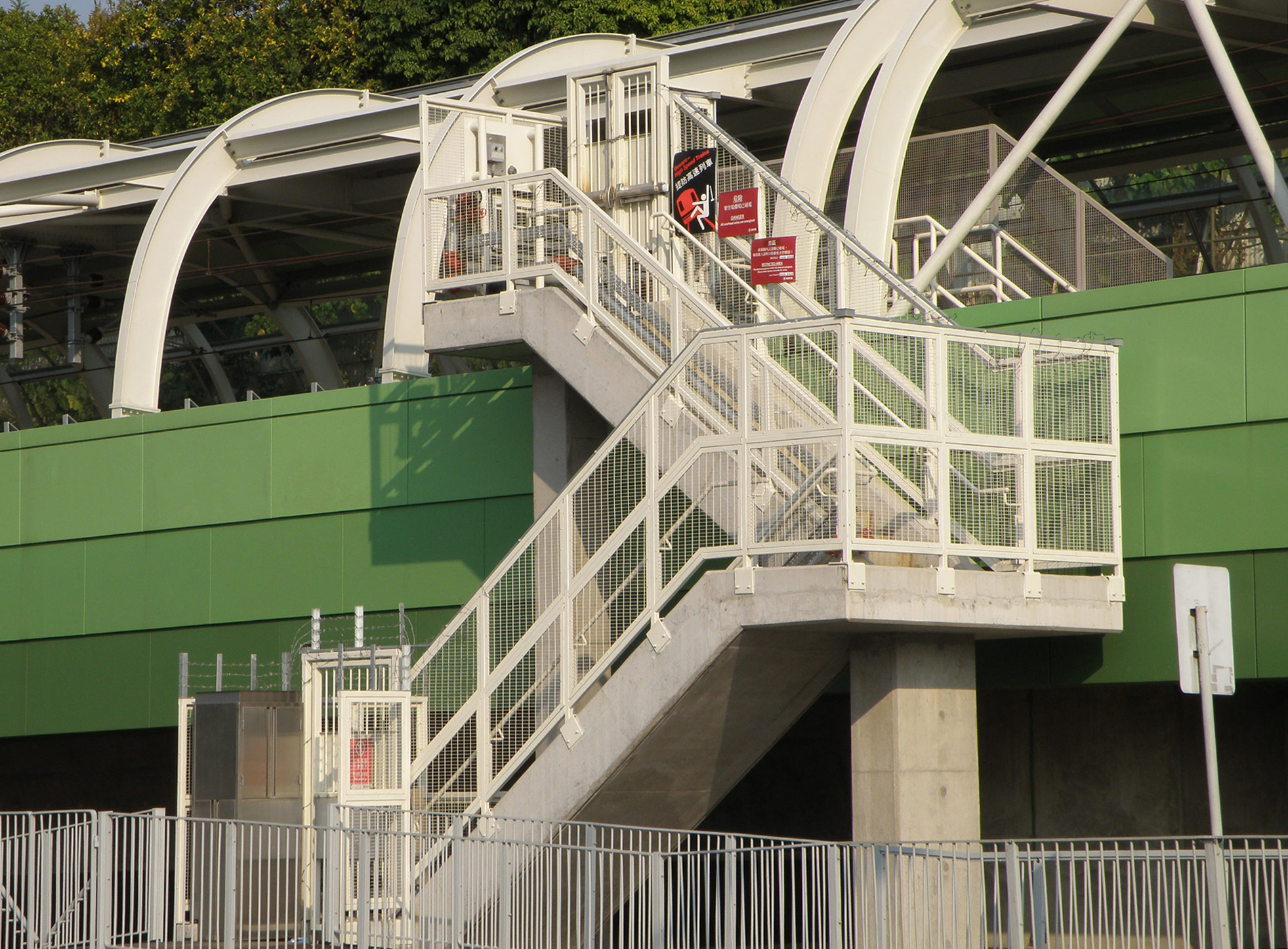
南港島綫緊急逃生出口連接鴨脷洲大橋

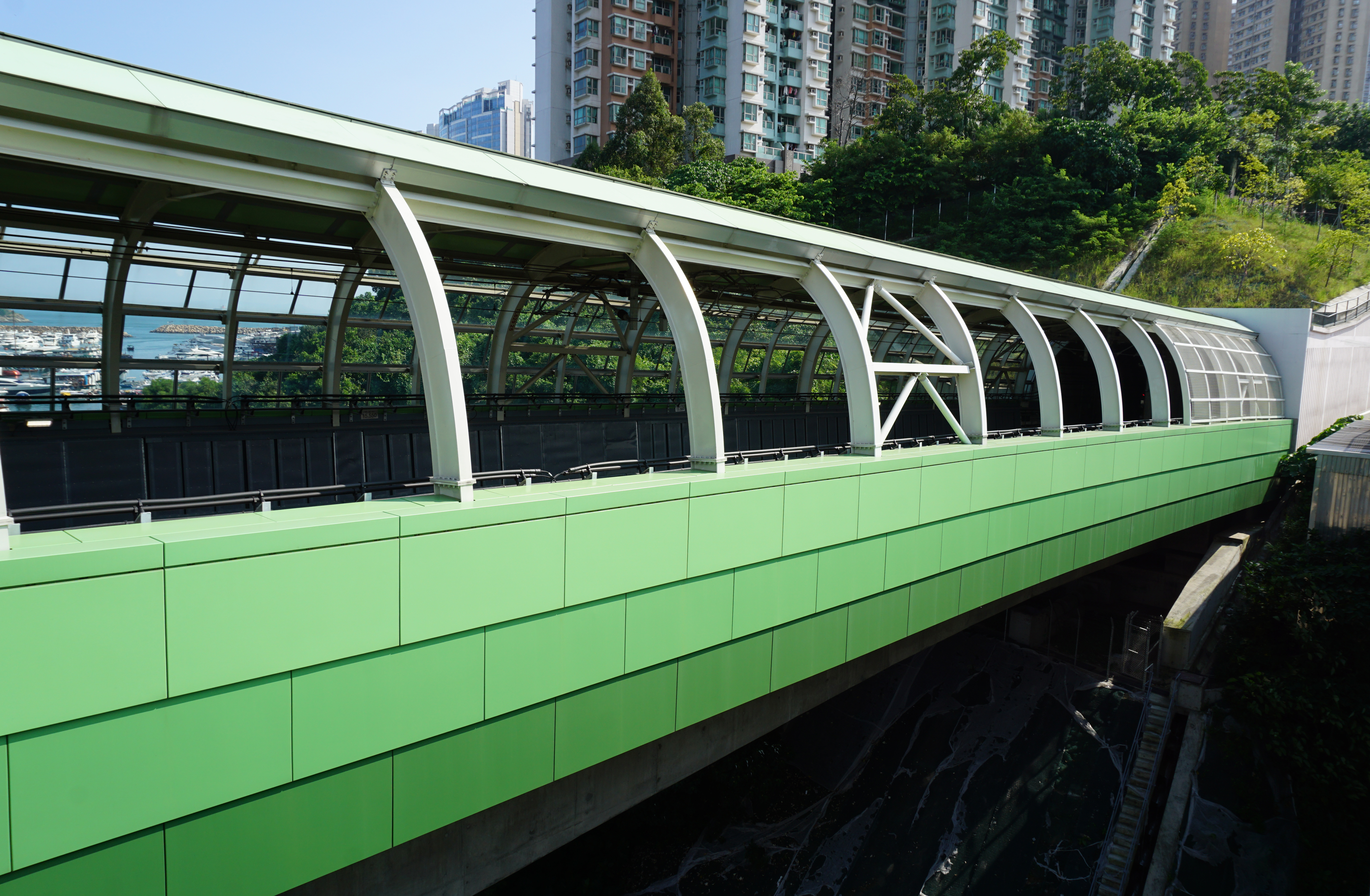
鴨脷洲港鐵隧道入口

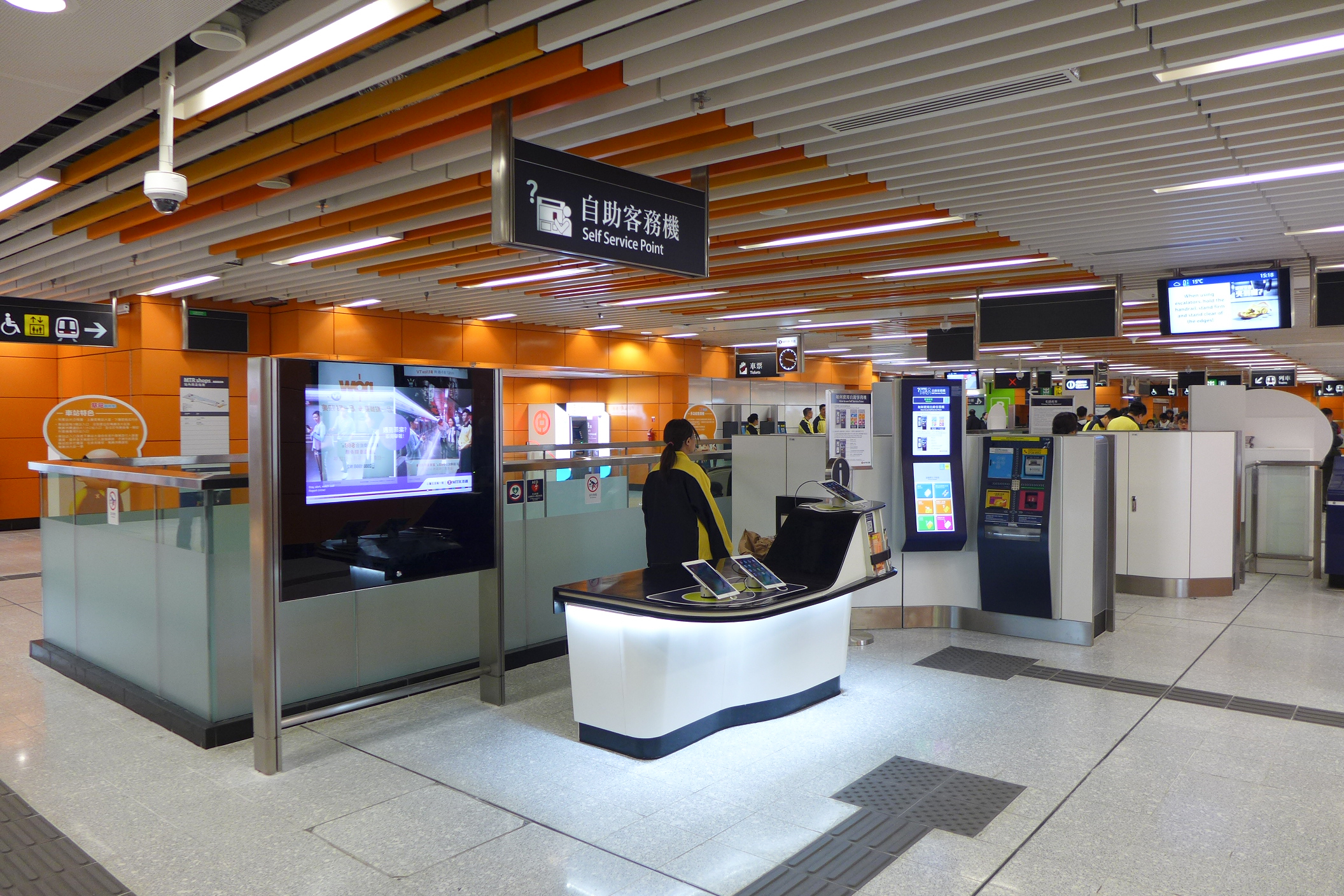
除海洋公園站及金鐘站外，南港島綫其餘車站只設詢問處，乘客需使用自助服務機解決票務問題

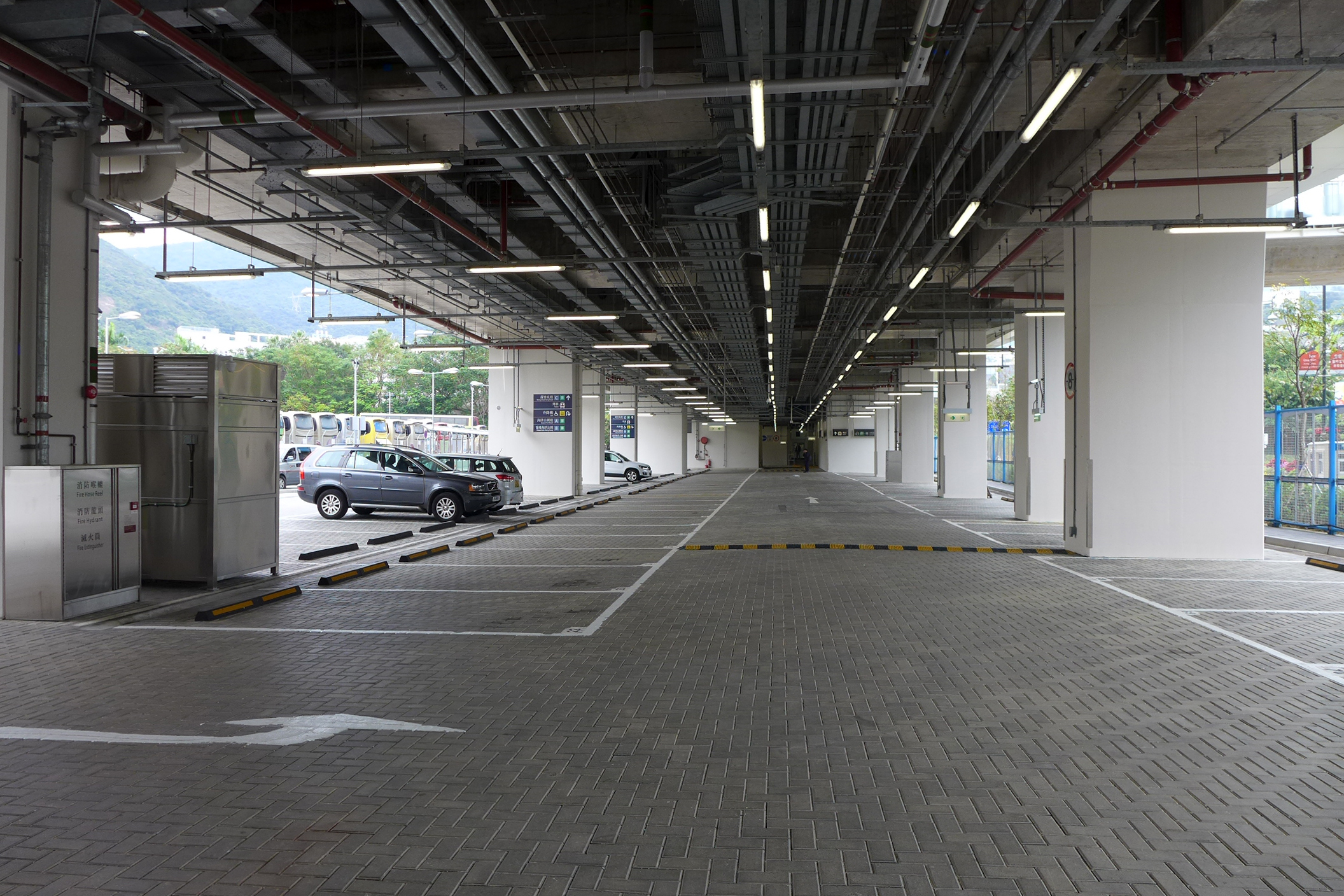
海洋公園站為南港島綫唯一設有停車場之車站

另外，根據金鐘站指示牌，東段確定營運名稱為南港島綫，而英文則為South Island Line。南港島綫的4個新車站中，只有海洋公園站設有客務中心，其餘3個車站均無客務中心，以「資訊台」及「自助客務機」代替。民主黨南區區議員柴文瀚認為港鐵有關安排有問題，質疑很多票務問題難單以自助客務機解決。
2016年11月21日，港鐵公司公佈南港島線的票價詳情，出現「短貴長平」的情况。使用成人八達通往來海洋公園站和金鐘站區間的車費為5.3元港幣，由海怡半島往金鐘車費為6.7元。其中海怡半島站往旺角/美孚港鐵收費14.2元，較同路線的巴士收費貴逾3元。而就遠程車票車費方面，海怡半島到上水或天水圍的票價分別為22.6元及27.9元。港鐵公司商務總監楊美珍表示，南港島線和其他線路一樣，票價會逐遠遞增；而當涉及轉線時，由於其港鐵複雜的計價方式會導致票價原則未必一樣。
同日，港鐵車務營運總管李聖基指法定檢測工作大致完成，港鐵正準備文件交予政府審批，並會於同年12月28日通車。
2016年12月19日，南港島綫舉行啟用慶祝典禮，並由時任香港特別行政區行政長官梁振英主持典禮。
2016年12月28日，南港島綫正式通車。不過，通車後僅一天，於2016年12月29日，南港島綫的「遙控電力供應系統」就失靈，導致服務受阻35分鐘。

### 年表
- 2007年12月18日：行政會議批准南港島綫東段動工。
- 2009年7月23日：南港島綫東段設計方案刊憲。
- 2011年7月8日：南港島綫動工。
- 2016年12月28日：南港島綫正式通車[32]。

## 定綫
南港島綫由中西區的金鐘開始，穿過隧道後到達南區於香港仔隧道收費廣場附近轉到高架橋，經過香港海洋公園、黃竹坑，穿越香港仔海峽後轉向地底，到達利東邨後以海怡半島站為終點站；途經灣仔和跑馬地馬場的建議已被否決。

### 轉車站
南港島綫總共有2個轉車站，但現時只有1個轉車站—金鐘站（南港島線的北行總站）
- 黃竹坑站：乘客將來可於黃竹坑站轉乘南港島綫及建議中的南港島綫 (西段)，但車站將不會為乘客提供跨月台轉車安排。
- 金鐘站：南港島綫月台位於原有車站以東夏慤花園地底的擴建部份最下層，其上層的東鐵綫月台設有升降機及扶手電梯連接原有大堂、港島綫及荃灣綫月台，方便乘客轉乘其他路線或離開車站。雖然沙中綫紅磡至金鐘段，即東鐵綫過海段較南港島綫遲落成，但在興建南港島綫時仍先為沙中綫預留設施，以減低日後工程難度。[33][34]

### 已否決興建的車站
- 灣仔站：根據2007年12月的南港島綫方案[35]，南港島綫將不再在灣仔設站，換言之計劃已擱置。
- 跑馬地站：在2009年1月13日，有傳媒引述政府消息人士指將興建的南港島綫，不設跑馬地站，以免增加車程時間及延誤工程，並以擴建銅鑼灣站增設行人隧道取代以便連接跑馬地[36]。

## 鐵路系統及車務資訊

### 鐵路系統
港鐵公司估計，南港島綫繁忙時間的客流預計只有約為每小時20,000人次（單向計算），但現時港鐵系統（重型鐵路系統）的最高載客量則可達75,000人次（單向計算）。因此，港鐵最初認為南港島綫比較適合採用中型鐵路系統。
此外，為減少能源損耗與提高可靠度，南港島綫在地底路段的架空電纜將採用剛性懸掛；並因再生制動的電力未必能夠全部被即時全部利用，南港島線將配備超級電容儲能系統，把這些能源暫時儲存。

### 列車
為了配合南港島綫採用中型鐵路系統，港鐵於2011年7月22日向中國北車集團長春軌道客車訂購10列3節編組，全動力車卡，並且採用無人駕駛系統，內外觀將由法國MBD設計事務所設計。本線的繁忙時間班次大約為3分鐘一班。而列車將採用全自動列車控制系統（為阿爾斯通公司的Urbalis（CBTC）系統），行車時司機毋須操控，列車會以全自動方式控制及操作。港鐵總建築師楊思偉指出，無人駕駛系統設有多重安全保障，一旦發現接收信號不清晰，系統會假設前方有列車尚未駛出，列車將會自動減速甚至停駛，車站控制中心亦可以遙距控制列車將其重新啟動。有需要時，列車上會有具駕駛列車資歷的車務人員在車廂負責解答乘客查詢、亦可以改為人手駕駛列車。到2016年12月消防處回覆指，港鐵提交報告列明新線列車上會有一名職員跟車，無法做到真正的無人駕駛。
本綫在八號風球或以上會在金鐘至利東改用人手運作，以保障乘客安全。

### 班次
| 時段             | 時段             | 列車班次／分鐘 |
| ---------------- | ---------------- | -------------- |
| 平日             | 早上繁忙時段     | 3.3            |
| 平日             | 晚上繁忙時段     | 3.3            |
| 平日             | 非繁忙時段       | 6-7.5          |
| 星期六           | 星期六           | 4-7.5          |
| 星期日及公眾假期 | 星期日及公眾假期 | 5-7.5          |

乘客可以透過智慧型手機開啟應用程式「MTR Mobile」或使用經「data.gov.hk」授權的應用程式查閱南港島綫未來四班抵站列車的到達時間。
另外，當香港天文台發出九號烈風或暴風風力增強信號或十號颶風信號時，南港島綫僅有限度維持海怡半島站至利東站的列車服務。

## 路綫特色
南港島線路線特色如下：
1. 本綫為港鐵於兩鐵合併後首條通車的全新路綫。
2. 本綫為港島南區首條公共運輸鐵路綫，南區亦成為香港最後一個有鐵路連接的行政分區。
3. 本綫為香港第二短的港鐵路綫（迪士尼綫為最短），全長7.4公里。
4. 本綫作為一個獨立運作的路綫，採用全自動列車控制系統運作。是繼迪士尼綫及香港國際機場旅客捷運系統後香港第三條採用全自動列車控制系統運作的鐵路路綫。
5. 本綫以隧道和高架橋形式建造，採用中型鐵路系統，以三卡列車行走，月台相對較短，車站面積較小，然而服務班次可維持與現有港鐵綫路相若。區內人士對此感憂慮，未必能滿足居民需要，可能超出車站負荷。[43]
6. 新開設的車站當中，只有海洋公園站的大廳設有客務中心。至於黃竹坑站、利東站和海怡半島站的大廳只設有資訊台及自助客務機，乘客如在上述三站遇上票務疑難，須透過自助客務機之視像通話功能向站外職員求助。
7. 本綫列車所停泊的黃竹坑車廠是香港首個專為全自動列車控制系統而設的車廠，車廠內特別設有全自動列車指定區域。
8. 本綫列車的設計融入了南區的獨有元素，列車內部裝潢及色調均以海洋為主題，營造輕鬆悠閒的氣氛。
9. 此外，本綫亦是港鐵現時唯一沒有設置聯絡線前往別綫的重鐵綫。

## 工程進度
- 2011年5月18日，與政府簽署南港島綫（東段）工程項目協議。
- 2012年8月，南風隧道動工興建，開始進行鑽爆挖掘工程。[44]
- 2013年12月9日，海洋公園站結構工程完成，成為南港島綫（東段）首個平頂的車站。[45][46]
- 2014年2月19日，南港島綫（東段）第一列列車經赤灣港抵達港鐵小濠灣車廠。[47]
- 2014年6月12日，港鐵公司首次公佈南港島綫未能按原定2015年底的目標通車，需延遲最少半年啟用。港鐵公佈南港島綫整體工程已延誤6個月，由於港鐵公司原本與政府簽訂的項目協議內訂定的目標通車日期為2015年12月，因此通車日期順延至最快2016年6月。[48][49]
- 2014年7月29日，整體工程已完成約七成，黃竹坑車廠工程已完工。
- 2014年9月底，南港島綫（東段）整體工程完成78%。[44]
- 2014年10月17日，連接金鐘站及海洋公園站的南風隧道貫通。[44]
- 2014年11月21日，南港島綫需第二度押後通車日期，由首次修訂後的2016年中延至同年年底或2017年初。運輸及房屋局透露，港鐵於2014年10月向政府表示金鐘站的隧道挖掘工程因佔領中環行動導致運輸物料進出金鐘站地盤受到影響[50]，支撐架工程只完成其中的3份之1，要達至2016年底通車的目標將存在極大風險[50]，亦即通車日期很大機會再度延遲最少半年，至2017年初才能正式啟用[50]。
- 2015年2月底，整體工程完成84%，其中利東站受地質問題影響，完工需時會較長，但不影響通車時間，而金鐘站支架工程完成70%。[51]列車亦開始於黃竹坑站至海怡半島站之間進行測試。
- 2016年2月底，整體工程完成93%，除金鐘站外其他的路段及車站工程皆已完成。
- 2016年11月中，整體工程完成99.2%，港鐵宣布於2016年底通車。[52]
- 2016年11月22日記者會上港鐵表示，整體工程完成99.4%，並指正整理報告呈交政府，以確立通車日期。 [53]

2014年5月22日，有港鐵工程人士指，金鐘站挖掘工程進度只剛剛過一半，而連接金鐘站至海洋公園站的南風隧道，在事前難以全面探土，結果到爆破開鑿時，就遇上岩石過硬等「未能遇見的地質問題」，引致工程嚴重滯後，雖然港鐵堅稱以2015年完工及通車為目標，但通車日期無法確定。區議員柴文瀚批評港鐵交代不盡不實，又指政府批出價值數以百億計的土地予港鐵，卻只依賴港鐵滙報進度，未有自行估算完工日期，做法不能接受。
民主黨亦翻查南區區議會文件，發現港鐵原來曾幾度低調修改了部份工程的完工日期，但就從來都無通知過南區區議會，質疑港鐵管理層隱瞞；立法會和區議會均將跟進事件。工程接連延誤，港鐵董事局決定，日後向管理層發放與表現掛鈎的薪酬時，會將嚴重事故列為考慮因素。
港鐵於2014年5月29日表示，由於金鐘高樓大廈和公共設施林立，又路窄車多，導致車站工程滯後，但強調仍會以2015年完成工程及通車為目標，而當時整體工程已完成60%，南風隧道爆破完成約85%，高架橋建造工程則已於年初完成。
2016年10月，有報道指通車日期有可能延至最遲2017年3月底，但最終通車日期能維持在2016年年底。
2016年12月5日，港鐵宣佈南港島綫會在2016年12月28日通車。
2016年12月28日，南港島線正式通車。

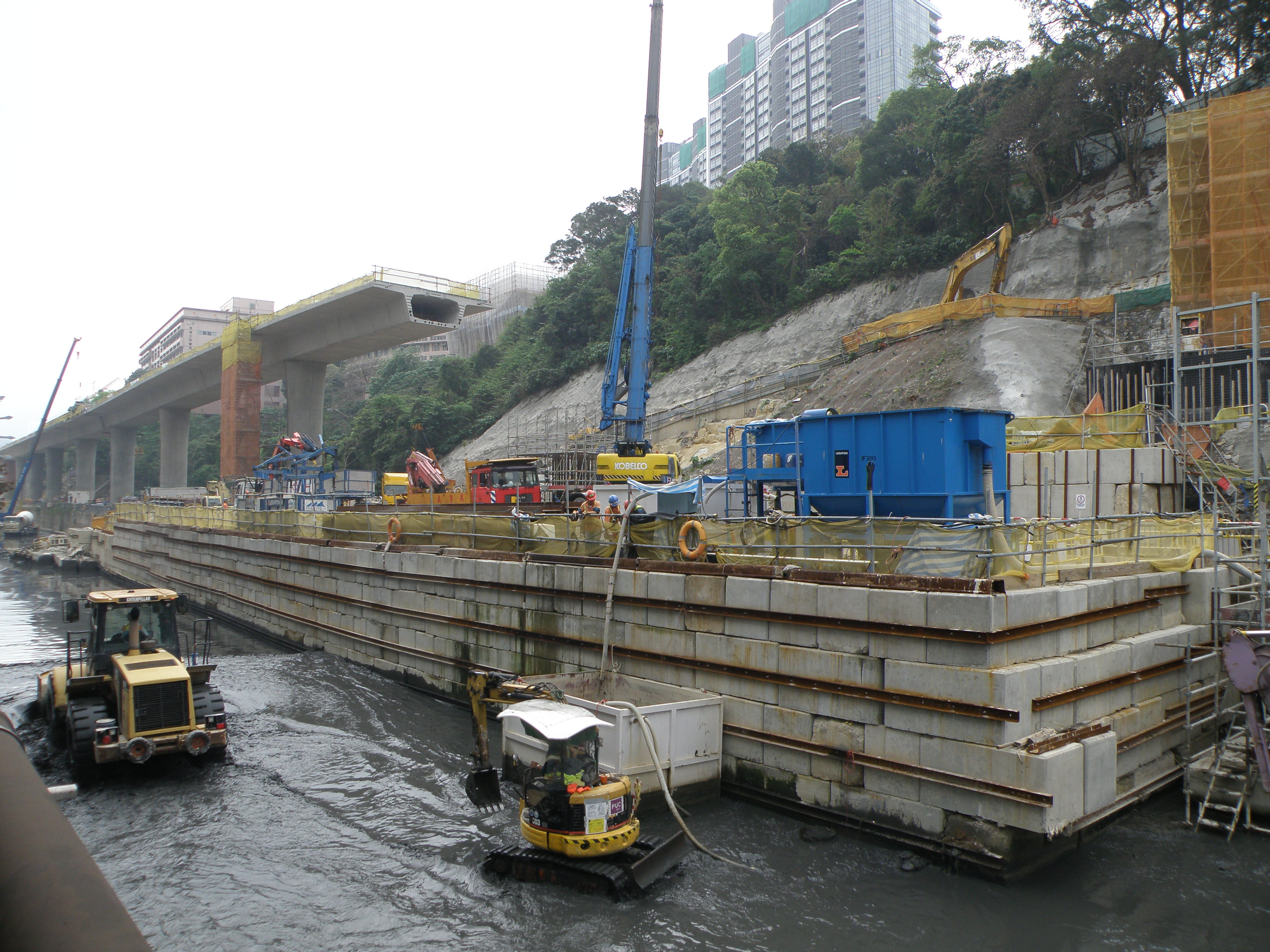
黃竹坑西面南港島綫高架橋工程（2013年4月）
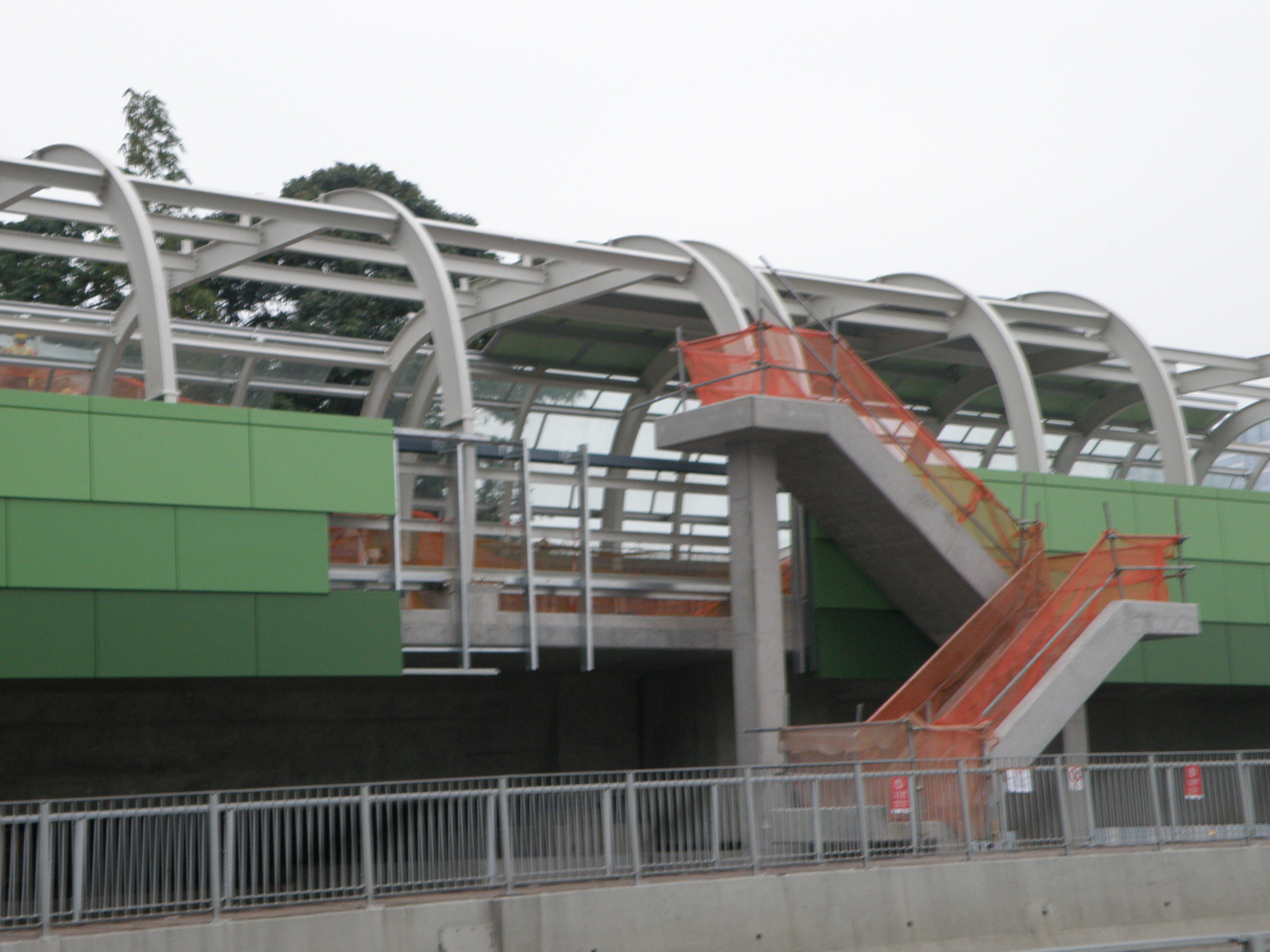
南港島綫緊急逃生出口連接鴨脷洲大橋工程（2013年12月）
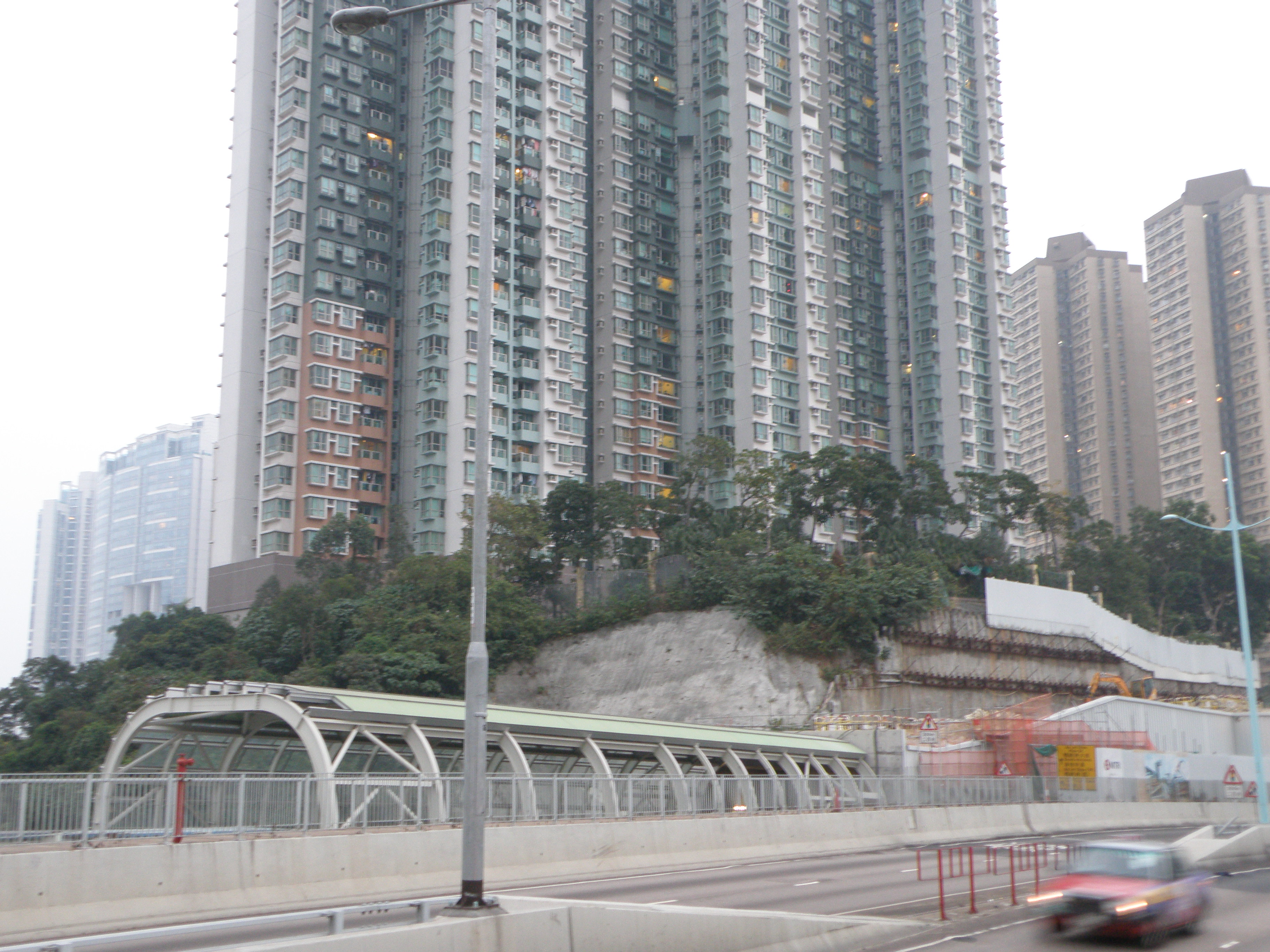
鴨脷洲港鐵隧道入口工程（2013年12月）
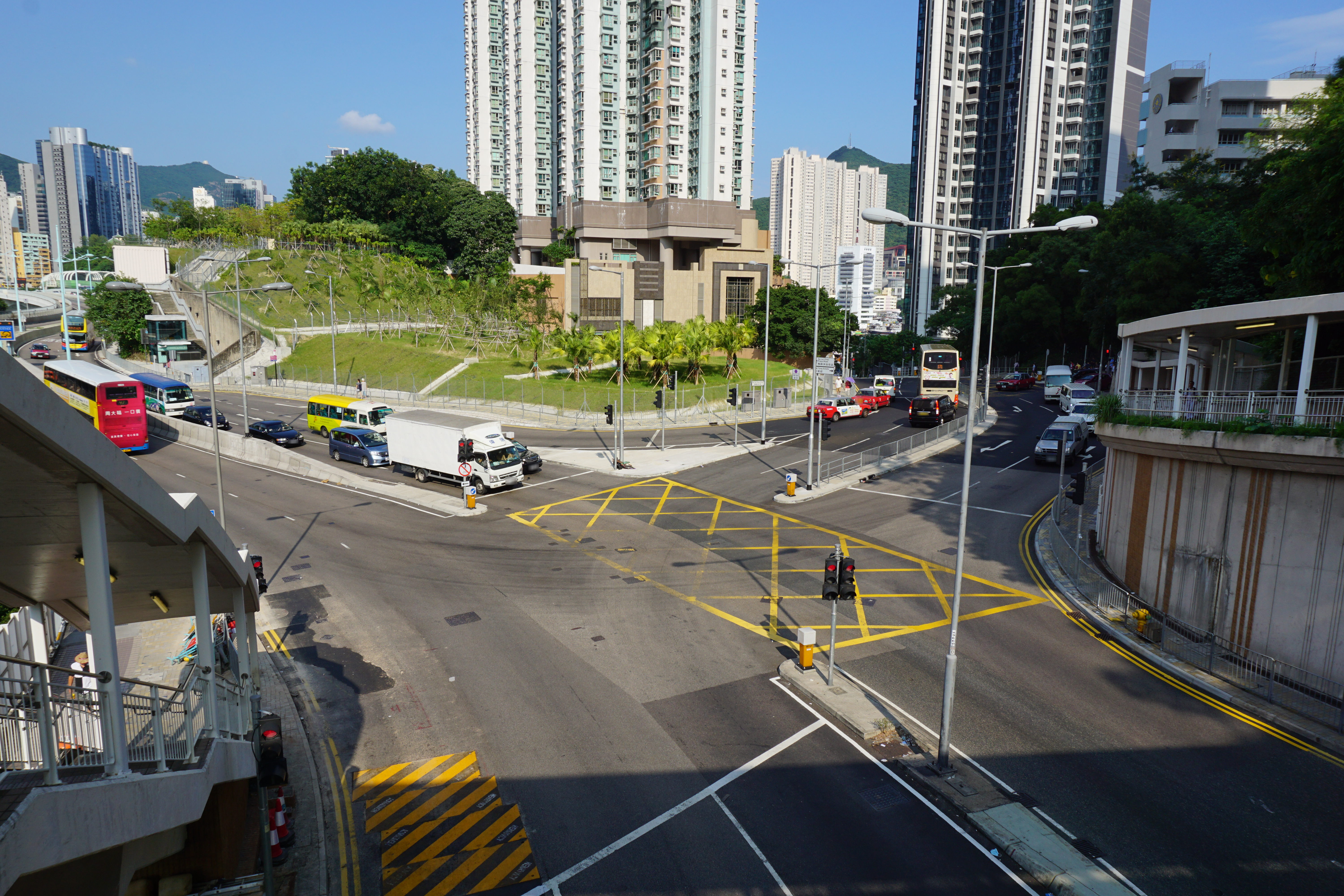
完成明挖隨填及綠化工程的利東段近深灣軒（2016年9月）
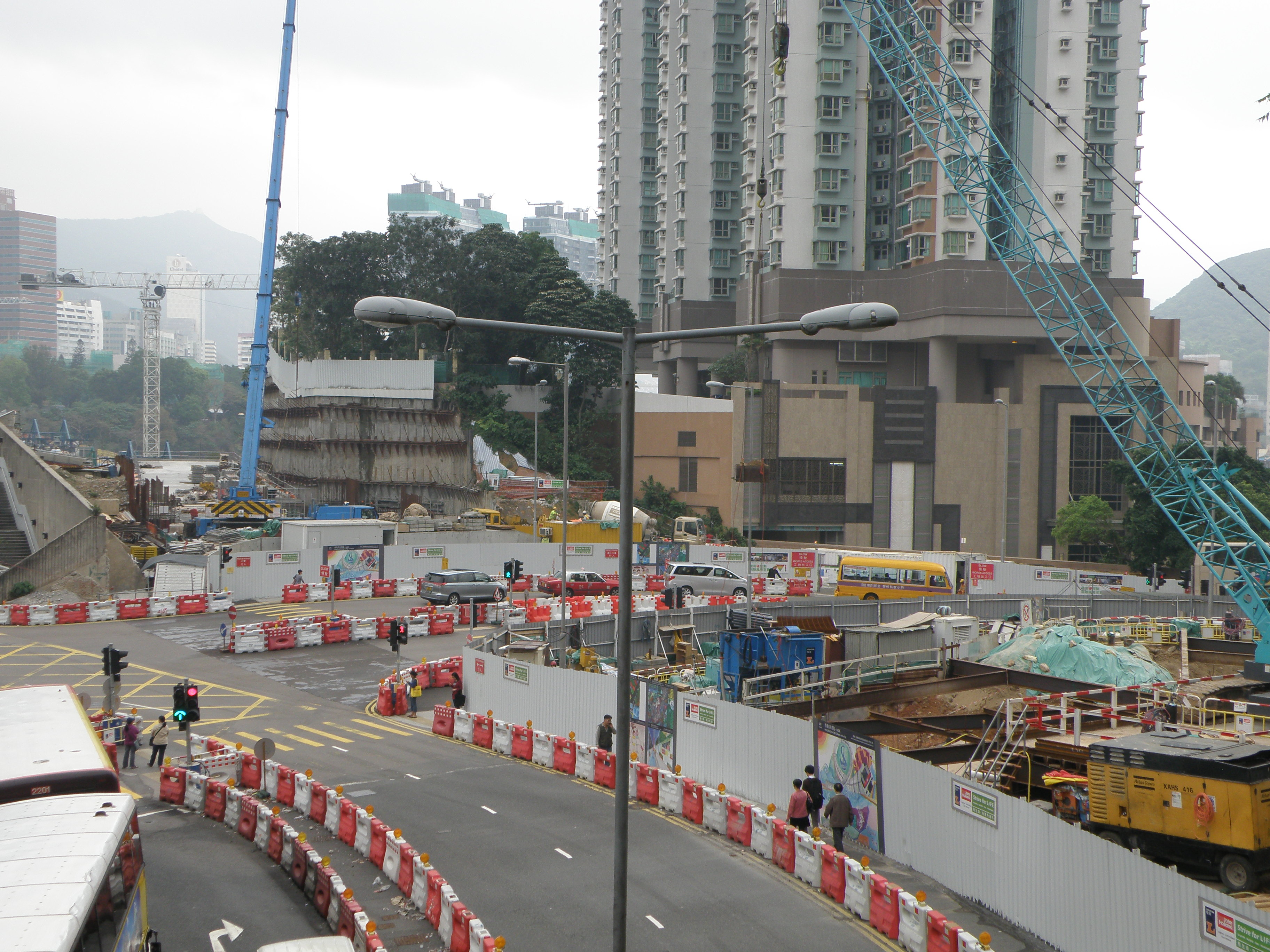
利東段近深灣軒正進行明挖隨填（2013年4月）
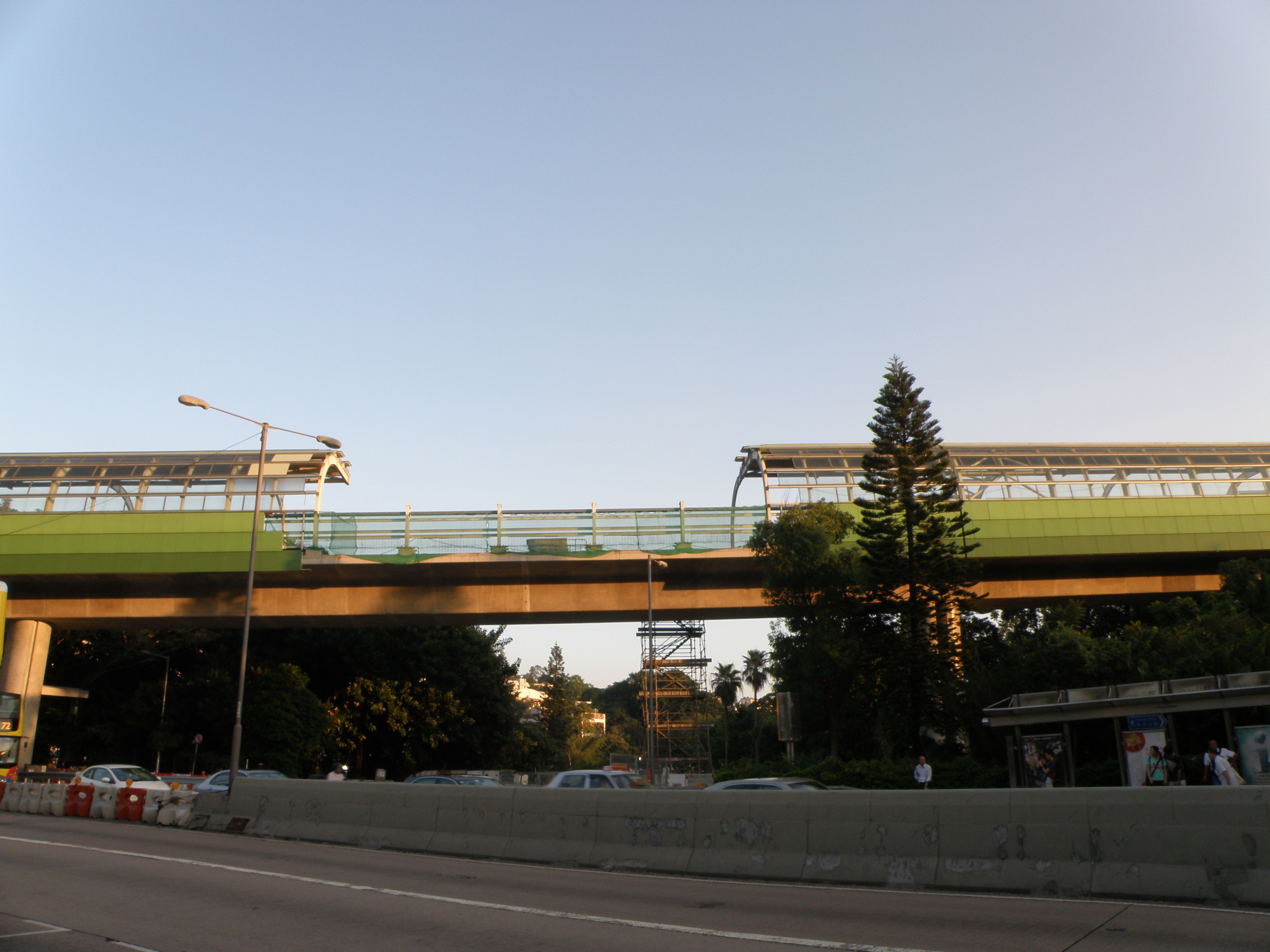
橫越香港仔隧道的高架橋及隔音屏障工程（2014年10月）
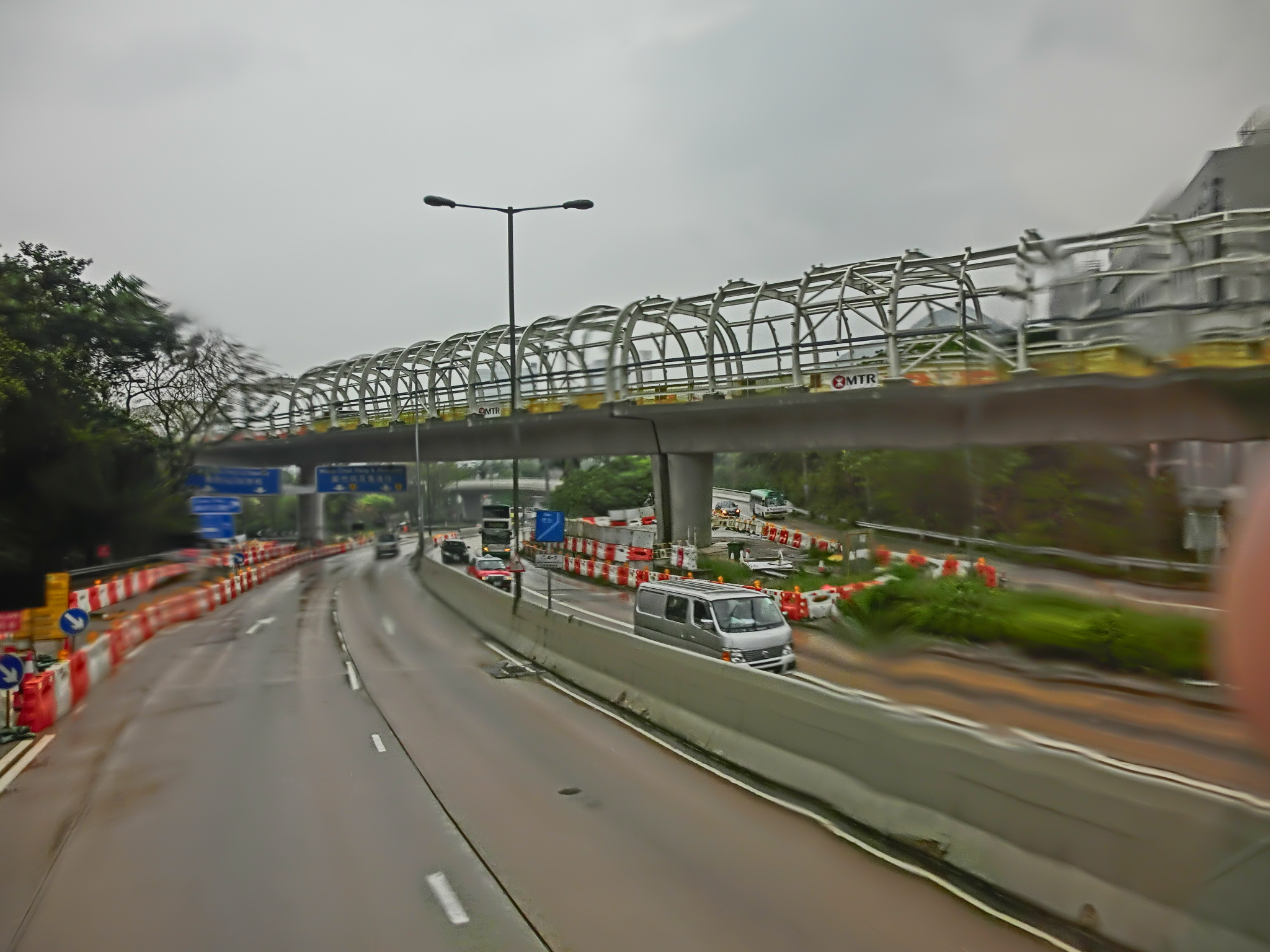
橫越香港仔隧道的高架橋及隔音屏障工程（2013年4月）

### 工程超支
2016年11月港鐵經評估後，工程由原訂超支9.27億增至12.17億元。超支原因是地質情况不利、地下管線較預期複雜等多項因素。港鐵於同年12月底將向立法會申請追加撥款。

## 重置設施

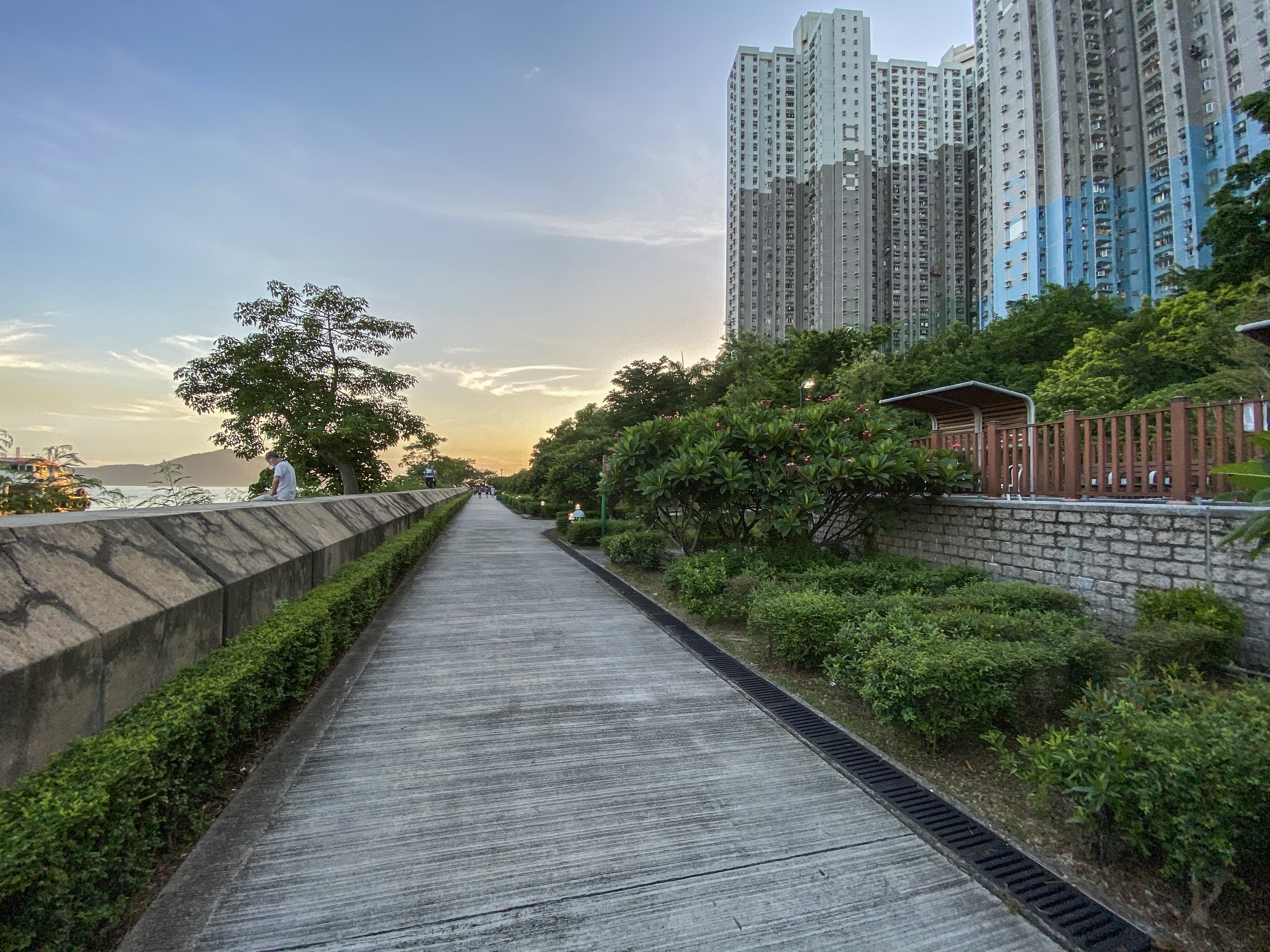
港鐵將奇力灣海旁的臨時苗圃改建為公共空間“南堤綠徑”。

港鐵將奇力灣海旁的臨時苗圃改建為公共空間“南堤綠徑”，作為南港島線工程環境影響而建立的綠化補償設施，由港鐵負責興建、管理和保養维修。該土地自2011年9月起由政府租予港鐵，為期十年，並已於2021年9月交還予房委會。

## 影響

### 為南區解決交通擠塞問題
在交通效益方面，由於南港島綫為一直未有鐵路通達的南區，以及現時已有鐵路行走的香港島區提供快捷、可靠、方便的交通服務，把南區跟市中心商業區，縮短這些地區與香港其他地方的距離。由海怡半島站至金鐘站的車程只需11分鐘，不但提供快捷的交通服務，也比巴士快15至30分鐘車程。因此本綫可望使路面交通暢順，減少市民乘搭交通工具所需時間。加上灣仔、銅鑼灣、上環、金鐘和中環的交通擠塞情況將可得以紓緩。由於香港仔隧道擠塞的問題，南區的居民大都支持興建南港島綫。南區區議會更成立了「爭取興建地鐵南港島線專責委員會」以爭取政府落實興建有關鐵路。 
在環境效益方面，鐵路的列車以電力推動，不會沿途排出廢氣。設計按噪音管制條例的要求進行，減低噪音。南港島綫減少路面車輛的數目，進一步減少空氣污染和噪音。南港島綫在保留海岸的同時，將為滿足南區所需的額外交通需求。民建聯調查指多達八成人表示前往港島各區仍會選乘巴士，擔憂港鐵開通未必可解決塞車問題。

### 沿綫物業租金上升 店舖因而結業
由於南區過往一直缺乏可靠的公共交通工具服務，南港島綫將可促進使以上地區的繁榮。南港島綫有助正在擴建的海洋公園和香港仔的可持續發展（例如香港仔漁人碼頭及黃竹坑的重建計劃），促進香港旅遊業。可是在南區鐵路沿綫的物業因鐵路而租金飆升。同時亦帶動區內租金上升，鴨脷洲大街近月商戶吉舖湧現。有小店表示已有心理準備面臨加租。有經營17年的餐廳指因為業主不續租，半個月後將會結業，街坊失去地方聚腳。動物組織救狗之家位於鴨脷洲大街的領養中心因加租一倍需另覓地方搬遷。

### 乘客乘車模式改變
南港島綫通車後部分和南港島綫直接競爭的巴士路綫客量減少，如來往海洋公園及金鐘站的城巴629線在南港島綫通車後客量大跌87%，南區過海綫客量亦下跌不少，當局因此將不少巴士路綫的班次削減，甚至將繁忙時間路綫與主綫合併，或取消繁忙時間路綫。
另外，由於香港仔、田灣、赤柱、淺水灣等地仍未有鐵路服務，通車早期不少乘客改為乘搭途經黃竹坑站、海洋公園站的巴士、小巴，再轉乘南港島綫，以避開香港仔隧道塞車，原來直達市區的巴士路線因此客量減少。但隨著早期香港仔隧道塞車問題改善，當區乘客已改為乘搭比南港島線更直接的巴士服務。

### 鷺鳥棄用原有棲息地
在南港島線興建前，2010年由港鐵完成的環境評估報告顯示，當時黃竹坑明渠下游有一個鷺鳥夜間棲息地，顧問建議工程避免在冬季高峰期進行，而施工時間亦限制只有日間可以進行，避免影響對鷺鳥棲息。報告亦提出在附近補種樹木，以及在營運期間使用有顏色的隔板，避免鷺鳥撞擊。報告當時預計「不會顯著影響鷺鳥的存活及繁衍的成功率」，指出全面緩解措施對鷺鳥覓食及棲息是可接受水平。不過漁護署發現黃竹坑棲息的鷺鳥於2012及2013年已經遷往大樹灣及鴨脷洲，而補種樹木的地點未能夠吸引鷺鳥棲息。

## 相關事件
- 南港島綫由10月開始試營運時至開通首週時，10列列車之其中7列（除A517/A518外的其餘列車）的廣播音調高出一度，經調校後已修正問題。
- 2016年12月29日：南港島綫正式通車後一日，便發生延誤事故。下午2時25分，利東站架空電纜供電故障，服務嚴重受阻，大堂亦停電。有乘客被困升降機內，消防員到場救援。到2時55分至3時07分，列車服務陸續回復正常。[68]
- 2017年1月6日：再次發生延誤事故。上午10時42分，黃竹坑站訊號故障。到10時50分，列車服務回復正常。
- 2017年2月14日：晚上9時57分，海怡路地下一條淡水管爆裂，引致大量積水沿海怡半島站樓梯及假天花流向站內大堂，列車服務受阻超過3小時。至2月15日早上，站內所有升降機和扶手電梯仍然暫停使用。大堂部分店舖受水浸波及，有商戶將貨架最低層的貨品取走，損失難以估算。
- 2017年6月21日：早上7時25分，一列由金鐘站開往海洋公園站的列車發生故障，職員隨後安排該列車移離並返回金鐘站，列車服務於早上8時20分陸續回復正常。[69]
- 2018年10月29日：下午6時43分，一列開往海怡半島站之列車，於駛入利東站時改由一名具駕駛列車資格的「顧客服務主任」[註 2]人手操控，停站後錯誤開啟非月台一側的車門，該職員發現後，亦開啟面向月台一側的車門。事件中無人受傷，相關職員已被調離駕駛職務及協助調查。[70]
- 2020年5月29日晚上7時15分，近金鐘站路軌出現積水，來往金鐘站及海洋公園站列車班次減至9分鐘一班，而來往海怡半島站和海洋公園站則維持5分鐘一班[71]。列車服務於晚上8時05分回復正常。

## 車站列表
| 站名 | 站名     | 轉乘路綫              | 所在行政區域 | 通車日期            |
| 南港島綫 | 南港島綫 | 南港島綫              | 南港島綫     | 南港島綫            |
| --- | -------- | --------------------- | ------------ | ------------------- |
| | 金鐘     | 荃灣綫 港島綫 東鐵綫  | 中西區       | 2016年12月28日[ADM] |
| | 海洋公園 | -                     | 南區         | 2016年12月28日[ADM] |
| | 黃竹坑   | 南港島綫 (西段)[SILW] | 南區         | 2016年12月28日[ADM] |
| | 利東     | -                     | 南區         | 2016年12月28日[ADM] |
| | 海怡半島 | -                     | 南區         | 2016年12月28日[ADM] |
| 附註 |          |                       |              |                     |
| - ADM 金鐘站的南港島綫月台為後期擴建之部分，故以該月台之啟用日期為準。 - SILW 南港島綫（西段）為目前仍於規劃階段之路綫。 |          |                       |              |                     |
| 论 编 |          |                       |              |                     |

## 利用狀況
由於香港島南區過往主要依靠香港仔隧道和薄扶林道連接其他地區，而香港仔隧道塞車情況之嚴重甚為困擾南區居民，本線甫通車即以避開香港仔隧道塞車情況吸引大量南區居民乘搭，即使本線並不服務香港仔和田灣地區，依然有相當部分的當地居民通過接駁巴士和小巴而乘搭本線。而本線離開金鐘站後即直達位於南區的海洋公園站，因此不少港島北居民、以至九龍和新界的居民，都通過乘搭本線前往南區；另外，黃竹坑站附近為工商業區，亦吸引不少上班人士使用南港島綫。因此，本線客量穩定。
另外，由於本線離開金鐘站後下一個站即為海洋公園站，為前往海洋公園的本地居民提供一個便宜、直接的途徑，因此在本線客量之中，有不少皆為前往海洋公園的遊客。不過在2019年下半年起，香港受反修例運動影響，訪港旅客大幅減少，令前往海洋公園的遊客減少，本線客量開始回落。其後在2020年1月下旬香港更受新型冠狀病毒疫情影響，海洋公園更多次暫停對外開放，同時政府實施嚴格出入境管制措施，訪港旅客近乎絕跡，本線失去前往海洋公園的遊客，整體客量進一步回落。
港鐵公佈南港島綫通車後首兩星期客量，每天使用人次約11萬。比最初預計每天乘客量有17萬人次，少了6萬人次。

## 相關問題

### 載客量
2016年港鐵及政府當局提交予立法會及區議會文件指出，本線通車初期繁忙時間班次為每3分鐘一班，每小時載客量約20,000人次。惟路政署資料顯示南港島綫列車載客量為678人（以每平方米4人為基準），即每小時載客量約13560人，有區內人士擔心南港島綫客量比預期少。及至2021年，南港島綫客量已大為增長，最繁忙路段載客率為55%（每平方米6人計算）或77%（每平方米4人計算）。但礙於南港島綫班次較市區綫疏，晚間繁忙時間在金鐘站可能需要等上三班車方能上車。

### 過份依賴金鐘轉車站
金鐘站是本線唯一的市區接駁車站，進出南區的乘客必須經該站轉車。
當金鐘站因故關閉（如2019年反修例運動），南港島綫將會成為「斷橛禾蟲」；若因天文台發出九號、十號颱風信號更需要停駛架空部份，即列車只會穿梭於利東和海怡半島兩站之間作有限度服務，乘客只能改用路面交通工具離開南區。
此外，南港島綫通車對人滿為患的金鐘站可謂雪上加霜，繁忙時段乘客約需等候最少3至4班車才可上車。

## 外部連結
- 路政署－道路及鐵路網－南港島線（東段）（页面存档备份，存于）
- 香港鐵路大典上的相关条目：南港島綫